# Platysaissetia castilloae
Platysaissetia castilloae är en insektsart som först beskrevs av Cockerell 1898.  Platysaissetia castilloae ingår i släktet Platysaissetia och familjen skålsköldlöss. Inga underarter finns listade i Catalogue of Life.